# Mateo Alemán
Mateo Alemán (ur. 18 października 1547 w Sewilli, zm. po roku 1613 Meksyku) – pisarz hiszpański. Jest autorem słynnej powieści „Vida del picaro Guzmán de Alfarache” („Życie szelmy Guzmána z Alfarache”) składającej się z dwóch części
– „Primera parte de Guzmán de Alfarache” wydanej w Madrycie w roku 1599
– „Segunda parte de la vida de Guzmán de Alfarache, atalaya de la vida humana” wydanej w Lizbonie w roku 1604
Powieść ta – pełna kolorytu, choć o pesymistycznej wymowie – opisuje barwne przygody tytułowego bohatera. Ma formę opowieści łotrzykowskiej i stała się wzorcem dla wielu późniejszych utworów innych autorów o podobnym charakterze.
Alemán jako nieuczciwy urzędnik trzykrotnie siedział w więzieniu. W roku 1608 wyemigrował do Meksyku, gdzie otworzył drukarnię. Tam też wydał kolejne swoje dzieło „Ortografía castellana”. Wkrótce potem (ok. roku 1613) słuch po nim zaginął, choć istnieją pewne poszlaki, które pozwalają sądzić, że żył jeszcze w roku 1615, a nawet 1617.

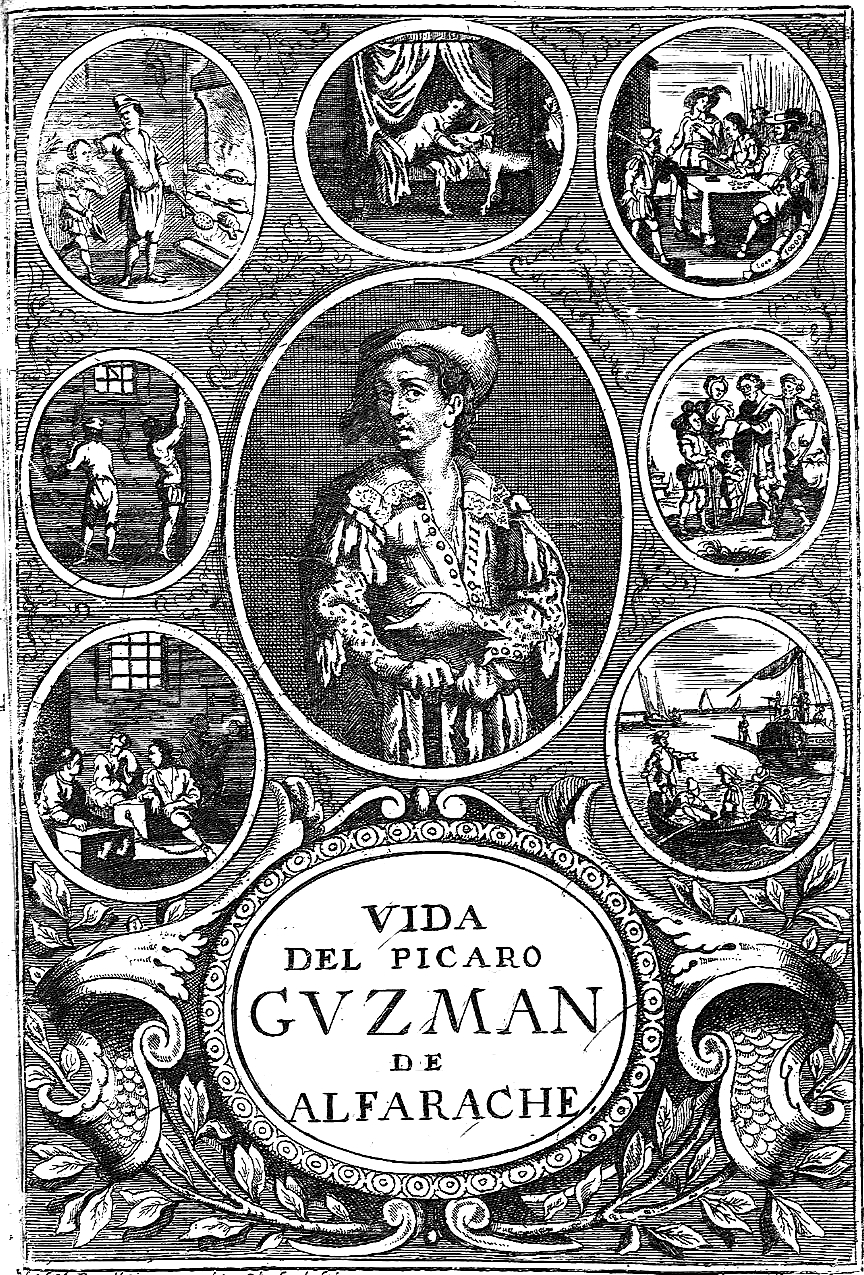
Strona tytułowa „Vida...” wydania z 1681 r.